# Municipalité du district d'Alytus
La municipalité du district d'Alytus (en lituanien : Alytaus rajono savivaldybė) est l'une des soixante municipalités de Lituanie. Son chef-lieu est Alytus.

## Seniūnijos de la municipalité du district d'Alytus
- Alytaus seniūnija (Miklusėnai)
- Alovės seniūnija (Alovė)
- Butrimonių seniūnija (Butrimonys)
- Daugų seniūnija (Daugai)
- Krokialaukio seniūnija (Krokialaukis)

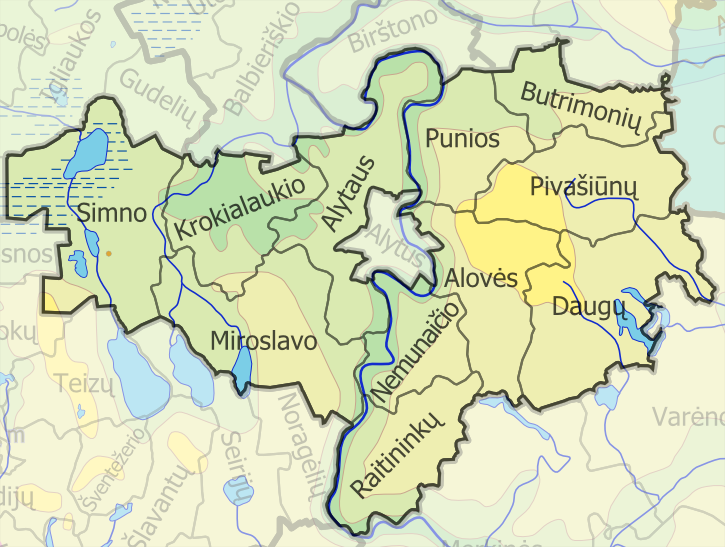
Seniūnijos de la municipalité du district d'Alytus.

- Miroslavo seniūnija (Miroslavas)
- Nemunaičio seniūnija (Nemunaitis)
- Pivašiūnų seniūnija (Pivašiūnai)
- Punios seniūnija (Punia)
- Raitininkų seniūnija (Makniūnai)
- Simno seniūnija (Simnas)